# Buckower See (Milower Land)
Der  Buckower See ist ein 42,8 ha großes Stillgewässer auf dem Gebiet der Gemeinde Milower Land im Landkreis Havelland in Brandenburg.
Der See, der etwa 620 Meter lang und maximal etwa 320 Meter breit ist, erstreckt sich am nördlichen Ortsrand von Buckow, einem Gemeindeteil des Ortsteils Großwudicke der Gemeinde Milower Land. Der See ist Teil des etwa 153 ha großen Naturschutzgebietes Buckower See und Luch. Unweit südlich verläuft die B 188. 